# محمد سرور ثبات
محمدسرور ثبات سیاستمدار اهل افغانستان که از ۳۰ سنبله ۱۳۹۱ تا ۱۴ حوت ۱۳۹۲ به مدت یک و نیم سال والی ولایت نیمروز بود.